# Simon Vissering
Simon Vissering (Amsterdam, 23 juni 1818 - Ellecom, 22 augustus 1888) was een Nederlands jurist, journalist, econoom, statisticus, en politicus. Hij was hoogleraar staatshuishoudkunde in Leiden, en van 1879 tot 1881 liberaal minister van Financiën in het kabinet-Van Lynden van Sandenburg.

## Levensloop
Vissering volgde de Latijnsche school in Amsterdam, en studeerde van 1835 tot 1838 letteren en rechten aan het Athenaeum Illustre in Amsterdam. In 1837 begon hij de studie rechten aan de Universiteit Leiden, waar hij onder andere les kreeg van Cornelis Jacobus van Assen en Johan Rudolph Thorbecke. In 1842 promoveerde hij in Leiden op het proefschrift Specimen literarium inaugurale continens quaestiones Plautinas.
In 1843 vestigde Vissering zich als advocaat in Amsterdam, en wijdde zich hiernaast aan literaire en economische studies. Hierbij was hij korte tijd journalist bij het Algemeen Handelsblad, en sinds 1846 medewerker en redacteur bij De Gids. In 1847 werd hij door het Amsterdamse stadsbestuur aangesteld als hoofdredacteur van de Amsterdamsche Courant, maar na nog geen jaar stapte hij op na onenigheid met het stadsbestuur over de journalistieke vrijheid. In 1850 kreeg hij een aanstelling als hij hoogleraar staatshuishoudkunde aan de Rijksuniversiteit te Leiden als opvolger van Thorbecke. Zijn inaugurele rede was getiteld "Redevoering over vrijheid, het grondbeginsel der staathuishoudkunde, uitgesproken den 23sten Maart 1850". Hij bleef hoogleraar in Leiden tot 1879. Hierna was hij nog twee jaar van 1879 tot 1881 minister van Financiën in het kabinet-Van Lynden van Sandenburg.
In een van zijn publicaties bedacht hij in 1848 de naam IJmuiden toen hij een bootreis beschreef over het toen nog denkbeeldige Noordzeekanaal.
Zijn zoon Gerard Vissering was van 1912 tot 1931 president van De Nederlandsche Bank.

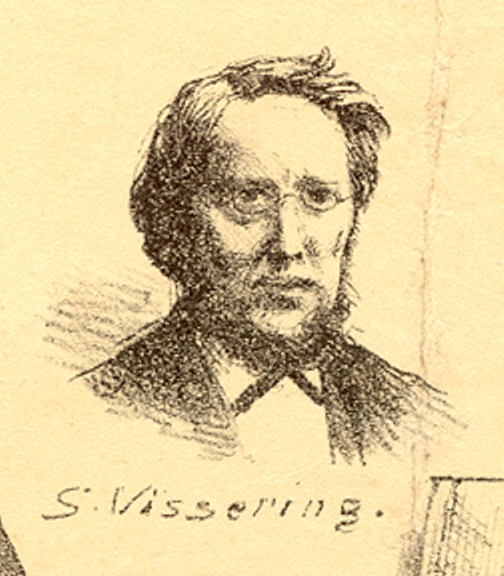
Simon Vissering getekend door Willy Steelink.

## Publicaties
- 1842. Specimen literarium inaugurale continens quaestiones Plautinas. Proefschrift Leiden. Amstelaedami : Van Kampen.
- 1847. De tariefshervorming in Engeland : hare geschiedenis, haar doel en hare gevolgen. Met D.A. Portielje. Amsterdam : Van Kampen
- 1850. Het wisselregt der XIXde eeuw : naar aanleiding van de Allgemeine Deutsche Wechsel-Ordnung onderzocht en vergeleken. Amsterdam : Van Kampen.
- 1853. Een vliegend blaadje. 4 delen. Leiden : Menzel.
- 1860-65. Handboek van praktische staathuishoudkunde. 2 delen. Amsterdam : Van Kampen.
- 1863-72. Herinneringen. 3 delen. Amsterdam : Van Kampen.
- 1875. Handleiding tot het statistisch onderzoek. Utrecht : Beijers.

Over Simon Vissering
- R.C. Bakhuizen van den Brink, Nic. Beets (1906). Karakterschetsen van vermaarde Nederlanders. Haarlem : Tjeenk Willink